# Японська окупація Камбоджі

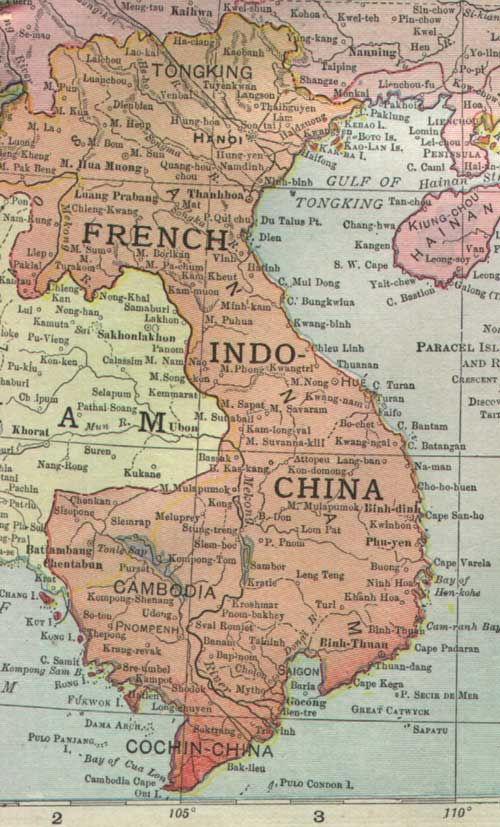
Французький Індокитай 1913 рік

Японська окупація Камбоджі (кхмер. ការត្រួតត្រារបស់ជប៉ុននៅកម្ពុជា) — період історії Камбоджі під час Другої світової війни, коли Королівство Камбоджа було окуповано Японською імперією. Окупована німцями на то час Франція яка перебувала під правлінням «режиму Віші», і яка була фактично «клієнтом» нацистської Німеччини, номінально підтримувала французький протекторат над Камбоджею та іншими частинами Індокитаю протягом більшої частини японської окупації. Ця територія Камбоджі була скорочена шляхом поступок Таїланду після завершення «франко-тайської війни», так що вона не включала провінції Стінгтраенг, Баттамбанг і Сіємреап.
Після того як війська антигітлерівської коаліції зуміли визволити Париж від німецької окупації (кінець літа 1944 року), Франція та її колонії перейшли під контроль влади Тимчасового уряду на чолі якого стояв Шарль де Голь, проте вже на початку 1945 року Японська імперія вчинила державний «переворот у Французькому Індокитаї» що спричинило офіційне відділення Камбоджі від щойно звільненої Франції. Камбоджа проголосила себе незалежною державою, а японська військова присутність тривала до кінця другої світової війни.
Японська імперія тримала під окупацією територію Камбоджі з 1941 по 1945 роки й загалом, камбоджійське цивільне населення зуміло уникнути жорстокості, заподіяної цивільним особам японськими військами в інших країнах Південно-Східної Азії. Після повалення номінального колоніального уряду Франції в Індокитаї в 1945 році Камбоджа стала маріонетковою державою, що підтримувала Японську імперію, аж до її капітуляції у вересні 1945 року.

## Історична довідка
Французько-таїландська війна 1940–1941 років залишила колоніальну владу «Французького Індокитаю» в слабкому становищі. Французька центральна влада часів уряду «Віші» підписала угоду з Японською імперією про дозвіл японського військового транзиту через «Французький Індокитай» і розміщення військ у Північному В'єтнамі чисельністю до 25 000 осіб.
Водночас уряд Таїланду який був на той час під  керівництвом про японського фельдмаршала Плек Пібунсонграм, зміцнений завдяки договору про дружбу з Японською імперією, скористався ослабленим становищем Франції та розпочав вторгнення в західні провінції Камбоджі, на які він мав історичні претензії. Після цього вторгнення в столиці Японської імперії в місті Токіо в березні 1941 року було підписано договір, який офіційно змусив Францію відмовитися від провінцій Баттамбанг, Сіємреап, Кох-Конг, а також від вузького розширення території між 15-ю паралеллю та горами Дангрек  в провінції Стунг Тренг.
У результаті Камбоджа втратила майже півмільйона населення й одну третину своєї колишньої території на користь Таїланду.

## Японська окупація
У серпні 1941 року імперська армія Японської імперії увійшла під протекторат Франції в Камбоджі та встановила гарнізон чисельністю 8000 солдатів. Попри присутність своїх військ, влада Японської імперії дозволила французьким колоніальним чиновникам режиму Віші, які співпрацювали з японськими військами залишатися на своїх адміністративних посадах в цій колонії.
20 липня 1942 року в Пномпені відбулася масштабна (великолюдна) антифранцузька демонстрація після того, як тогочасного видатного буддійського ченця Хем Чієу було заарештовано за нібито проголошення підбурливих проповідей колоніальному ополченцю. Французька колоніальна влада заарештувала лідера демонстрації Пача Чхоуна та заслала його до в'язниці на острові Кон Сон. Пан Пач Чхоен був поважним тогочасним камбоджійським інтелектуалом, пов’язаним з Буддійським інститутом і засновником «Nagaravatta», першої відверто політичної газети яка друкувалась кхмерською мовою в 1936 році, разом із Сім Вар.

### Колабораціоністське Королівство Кампучія
9 березня 1945 року на завершальному етапі другої світової війни, Японська імперія остаточно повалила французьке панування в Індокитаї. Чиновники французької колоніальної адміністрації були звільнені зі своїх посад, а французькі військові сили отримали наказ про роззброєння. Мета Японської імперії полягала в тому, щоб відновити слабку підтримку місцевого населення військових зусиль Японської імперії, та заохочуючи місцевих правителів проголосити свою незалежність від Франції.
13 березня молодий король Камбоджі пан Нородом Сіанук проголосив незалежне Королівство Кампучія (одночасно змінивши офіційну назву країни французькою мовою з Камбодж на Кампучія) після офіційного запиту Японської імперії. Незабаром після цього уряд Японської імперії офіційно ратифікував незалежність Камбоджі та заснував своє консульство в столиці королівства в місті Пномпені. Указ короля Норода Сіанука скасував дію попередніх франко-камбоджійських договорів, і він пообіцяв співпрацю та союз своєї нової незалежної країни (королівства) з Японською імперією.
Новий уряд Королівства Кампучія зупинив романізацію національної кхмерської мови, яку почала проводити ще французька колоніальна адміністрація, і офіційно відновив кхмерське письмо. Цей політичний й одночасно культурний захід, який був вжитий недовговічною урядовою владою, буде залишатись досить популярним і довготривалим, оскільки з того часу жоден уряд незалежної Камбоджі не намагався знову латинізувати національну кхмерську мову. Інші зміни включали також відновлення буддійського місячного календаря.
Король Нородом Сіанук спочатку також обіймав посаду прем'єр-міністра Королівства Кампучія з 18 березня 1945 року. Проте пан Сон Нгок Тхань, ще один із людей, що стояли за «Нагараваттою», який втік до Японської імперії після антифранцузьких демонстрацій 1942 року, повернувся до країни у квітні 1945 року, щоб стати новим міністром закордонних справ Королівства Кампучія. Пан Сон Нгок Тхань обійме посаду прем'єр-міністра Королівства Кампучія після капітуляції Японської імперії, та працював до відновлення влади Франції в жовтні 1945 року.
Окупація Японською імперією території Камбоджі завершилася офіційною капітуляцією Японської імперії в серпні 1945 року. Після того, як військові частини союзників увійшли до Камбоджі, імператорська армія Японської імперії яка перебували в країні була роззброєна та репатрійована. У жовтні 1945 року французькі війська змогли відновити свою колоніальну адміністрацію в Пномпені. Після арешту короля Сон Нгок Тханя за співпрацю з Японською імперією 12 жовтня 1945 року,  французька колоніальна влада заслала його до Франції, де він жив під домашнім арештом. Деякі з його прихильників пішли в підпілля та втекли до контрольованої Таїландом північно-західної Камбоджі, де вони зрештою мали об’єднати сили в угрупованні яка виступала за незалежність країни «Кхмер Іссарак». Цей антифранцузький, політично неоднорідний націоналістичний рух був організований за підтримки Таїланду, але пізніше розділився на фракції.